# Ернст фон Марк-Шлайден
Ернст фон Марк-Шлайден (на немски: Ernst Graf fon der Marck und Schleiden; * 22 февруари 1590, дворец Арнсберг, Вестфалия; † 17 февруари 1654, дворец Шлайден) от фамилията Льомен, клон на род Ламарк, е граф на Марк-Шлайден, фрайхер на Льомен-Зерайн, Керпен и Зафенберг.

## Произход и наследство
Той е син, наследник на Филип фон дер Марк (1548 – 1613), 1. имперски граф на Шлайден, господар на Лумен, Зерайн и Зафенберг, и съпругата му Катарина фон Мандершайд-Шлайден († 1594), дъщеря на граф Дитрих V фон Мандершайд-Бланкенхайм-Шлайден (1508 – 1560) и графиня Ерика фон Валдек-Айзенберг (1511 – 1560).
Линията Марк-Шлайден измира през 1773 г. Собствеността отива на фамилията Аренберг.

## Фамилия
Първи брак: сл. 25 май 1615 г. с графиня Сибила фон Хоенцолерн-Хехинген (* 1604; † 8 август 1621, Шлайден), дъщеря на граф и княз Йохан Георг I фон Хоенцолерн-Хехинген (1577 – 1623) и графиня Франциска фон Залм-Ньофвил († 1619). Те имат един син:
- Йохан Фридрих фон Марк (* септември 1617; † 29 август 1674), малоумен

Втори брак: на 14 ноември 1623 г. с Анна Маргарета фон Мандершайд-Бланкенхайм (* 13 септември 1606; † февруари 1630), дъщеря на граф Арнолд II фон Мандершайд-Бланкенхайм (1546 – 1614) и графиня Мария Урсула фон Лайнинген-Дагсбург-Фалкенбург († 1649). Бракът е бездетен.
Трети брак: през 1641 г. с Катарина Райхертс (* 1620; † 30 октомври 1645). Те имат децата, които през 1649 г. са признати от император Фердинанд III:
- Енгелберг фон Марк († пр. 1662)
- Франц Антон фон Марк-Лумен-Зерайн (* 1640/1641; † 21 юни 1680), женен за Мария Катарина Шарлота фон Валенродт (* 1648; † 4 април 1726); имат трима сина
- Мария Магдалена († пр. 1677), омъжена за Йохан Мориц фон Янитц
- Катарина Франциска († пр. 1677), монахиня в Лиеж